# Nigel Short
 Ez a cikk a sakkjátszmák algebrai lejegyzését alkalmazza.
Nigel David Short (Leigh, (Anglia), 1965. június 1. –) angol sakkozó, nemzetközi nagymester, világbajnoki döntős (1993), háromszoros brit és egyszeres angol bajnok, háromszoros brit nemzetközösségi bajnok, csapatban háromszoros olimpiai ezüstérmes, egyéni aranyérmes; csapatban kétszeres világbajnoki bronzérmes, az Európai Unió bajnoka (2006), csapatban Európa-bajnok (1997), BEK-bajnok (1990), U20 junior világbajnoki ezüstérmes, U16 korosztályos csapatvilágbajnok; sakkújságíró, edző és kommentátor. A Brit Birodalom Rendje (MBE) kitüntetettje.
2005-ben a Nemzetközösségi Sakk Szövetség főtitkárává, 2006-ban elnökévé választották, amely tisztet 2008-ig töltötte be.
Jelenleg Görögországban él görög feleségével, a drámaterapeuta Rhea Argyro Karageorgiouval. Két gyermekük van.

## Korai pályája
Ötéves korában tanult meg sakkozni, miközben figyelte, ahogyan apja és bátyja játszanak. A média figyelme akkor irányult rá, amikor 10 éves korában egy szimultánon megverte Viktor Korcsnojt. 1977-ben, három nappal 12 éves kora előtt máig minden idők legfiatalabbjaként bekerült a brit sakkbajnokság döntőjébe. 1979-ben, 14 éves korában holtversenyben az élen végez a brit bajnokságban, és megszerzi első nemzetközi mesteri normateljesítését. 1979/80-ban a hastingsi premiertornán elért eredményével meg is szerzi a címet, és ebben az időben ő számít minden idők legfiatalabb nemzetközi mesterének a sakktörténetben, megdöntve Bobby Fischer 1958 óta fennálló rekordját. 1980–1983 között négy alkalommal vett részt a junior sakkvilágbajnokságon, amelyen a legjobb eredményét 1980-ban Dortmundban érte el, amikor Garri Kaszparov mögött a második helyen végzett. A nemzetközi nagymesteri címet 1984-ben, 19 éves korában érte el, ebben az időben ő volt a legfiatalabb nagymester.

## Világbajnokjelölt
Az 1985–1987-es sakkvilágbajnoksági ciklusban az 1985-ben Bielben rendezett zónaközi versenyen rájátszás után kiharcolta a továbbjutást a világbajnokjelöltek versenyére. Ő volt az első angol sakkozó, akinek ez sikerült. A Montpellierben körmérkőzéses formában rendezett világbajnokjelölti tornán a 16 résztvevő közül az akkor 20 éves Short a 10–12. helyen végzett.
Az 1987–1990-es sakkvilágbajnoksági ciklusban a szabadkai zónaközi versenyen az első helyen végezve – holtversenyben a magyar Sax Gyulával és az angol Jon Speelmannal – jutott be ismét a világbajnokjelöltek versenyébe. A párosmérkőzéses szakaszban az első körben 3,5–1,5 arányban győzött Sax Gyula ellen, a negyeddöntőben azonban kikapott honfitársától, Jon Speelmantól 3,5–1,5-re.
Az 1990–1993-as sakkvilágbajnoksági ciklusban érte el élete legnagyobb sikerét. A Manilában első alkalommal svájci rendszerben rendezett zónaközi versenyen a 3–4. helyen végezve jutott tovább a párosmérkőzéses szakaszba. Az első körben rájátszás után 5,5–4,5-re visszavágott Speelmannak az előző világbajnokságon tőle elszenvedett vereségért, a negyeddöntőben a szovjet Borisz Gelfand ellen győzött 5–3-ra, míg az elődöntőben az exvilágbajnok Anatolij Karpov ellen szenzációs 6–4 arányú győzelmet aratott. A világbajnokjelöltek versenyének döntőjében a holland Jan Timman ellen aratott 7,5–5,5 arányú győzelmével kivívta a jogot, hogy a világbajnoki címért mérkőzhessen a regnáló világbajnokkal Garri Kaszparovval. 
Miután Kaszparovval együtt megalakította a Professzionális Sakkozók Szövetségét (PCA), az 1993-as világbajnoki párosmérkőzésük a PCA első „klasszikus sakkvilágbajnoksági döntőjeként” került feljegyzésre a sakktörténelemben. A Londonban játszott mérkőzésen Kaszparov 12,5–7,5 arányban győzött, ezzel megvédte világbajnoki címét, illetve a PCA első klasszikus sakkvilágbajnoka lett.

## Kiemelkedő versenyeredményei
Háromszor nyerte meg a brit sakkbajnokságot, 1984-ben, 1987-ben és 1998-ban, 1991-ben Anglia bajnoka volt. Háromszor ért el első helyezést a Brit Nemzetközösség sakkbajnokságán, először 2004-ben Mumbaiban, majd 2006-ban, és 2008-ban Nagpurban.
2006-ban megnyerte az Európai Unió bajnokságát, 2008-ban második helyezést ért el.
Egyedüli vagy holtversenyes 1. helyezést ért el az alábbi versenyeken:
- Genf (1979),
- Belfort, U16 ifjúsági sakkvilágbajnokság (U17 kadétbajnokság) (1979),[21]
- BBC Master Game (1981),
- Amszterdam OHRA (1982),
- Baku (1983),
- Esbjerg (1984),
- Brit rapid sakkbajnokság (1986),
- Corus sakktorna, Wijk aan Zee (1986, 1987),
- Reykjavík (1987),
- Amszterdam VSB (1988, 1991, 1992, 1993),
- Hastings (1987/88, 1988/89),
- Pärnu (1996),
- Groningen (1996),
- Tallinn/Pärnu (1998),
- Man Monarch Assurance 1998,
- Dhaka United Insurance (1999),
- Shymkent (1999),
- Pamplona (1999/2000),
- Linares Open (2000),
- Tan Chin Nam Cup, Peking (2000),
- Sigeman and Co. Malmö (2002, 2009, 2013 holtversenyes elsőség Rapport Richárddal és Nils Grandeliusszal),
- Gibraltar Chess Festival (2003, 2004, 2012),
- Budapest Hunguest Hotels (2003),
- Samba Cup, Skanderborg (2003),
- Tajvan (2004),
- Politiken Cup (2006),
- Bazna (2008),
- Staunton-emlékverseny (2009)
- Thailand Open (2011, 2012),
- Luanda (2011),
- 7th Edmonton International (2012),
- Bunratty (2012),
- RA Club Ottawa (2012),
- Pühajärve rapidverseny (2012),
- Spicenet Tanzania Open (2013)

2013-ban megnyerte az 50. jubileumi kanadai nyílt sakkbajnokságot Ottawában.

### Csapatszereplései
Sakkolimpiák

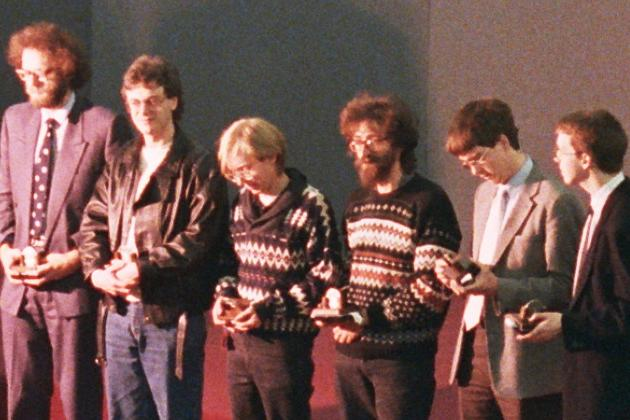
Speelman, Nunn, Chandler, Mestel, Watson és Short, az ezüstérmes angol csapat az 1988-as sakkolimpián.

Az 1984–2014 között rendezett mind a 16 sakkolimpián részt vett Anglia válogatott csapatának tagjaként, amelyeken csapatban 3 ezüst és 1 bronzérmet, egyéniben 1 aranyérmet szerzett. 163 játszmát játszott, amelyből 57-et megnyert, 84 végződött döntetlenül, és 22 játszmát vesztett el. Eredménye 60,7%.
Sakkcsapat világbajnokságok
Három alkalommal szerepelt az angol válogatottban a sakkcsapat világbajnokságon. 1985-ben és 1989-ben csapatban bronzérmet szereztek, 1989-ben egyéniben a 2. legjobb eredményt érte el tábláján. 1997-ben csapatban a 4. helyet szerezték meg.
Sakkcsapat Európa-bajnokság
Hét alkalommal játszott az angol válogatottban a sakkcsapat Európa-bajnokságon (1983, 1992, 1997, 1999, 2001, 2011 és 2013). A csapat 1997-ben aranyérmet, 1992-ben bronzérmet szerzett. Egyéniben 1983-ban ezüst, 1992-ben bronzérmes lett.
Bajnokcsapatok Európa-kupája
1990-ben az SG 1868 Aljechin Solingen csapatával megnyerte a sakkcsapatok Európa-kupáját. 1999-ben az Agrouniverzal Zemun, 2004-ben az SK Bosna Sarajevo csapatával ezüstérmes.
U16 sakkcsapat világbajnokság
1969-ben Anglia válogatottjával csapatban és egyéniben is (7 játszmából 6,5 ponttal, 92,9%-os teljesítménnyel) aranyérmet szerzett.

## Edzői munkássága
2006–2007-ben az iráni női és férfi sakkválogatott edzője volt. Edzői működése idején az iráni csapat bronzérmet szerzett 2006-ban az Ázsia Játékokon.
Edzőként segítette az indiai Pendjála Harikrisna és Parimarjan Negi, az orosz Szergej Karjakin és az angol David Howell nagymestereket.

## Szakirodalmi munkássága
A The Sunday Times, a The Daily Telegraph, a Daily Mail és a The Spectator sakkrovatának vezetője. Ő tudósította a 2005-ös FIDE-sakkvilágbajnokságról a ChessBase internetes sakkfolyóiratot. A New in Chess magazinban 2011-től vezeti a „Short stories” rovatot. A 2013-as sakkvilágbajnokság alatt cikksorozatot írt a The Indian Express című indiai folyóiratba. 2014-ben kezdte el rovatát a Financial Timesban.

### Vitát kiváltó állításai
Pályafutása során többször is meghökkentő állításokat tartalmazó interjút adott. 2001-ben azt állította, hogy több villámsakk játszmát is játszott egy internetes sakkoldalon Bobby Fischer exvilágbajnokkal. Az állítás a közvélemény számára azért volt meglepő, mert Fischer hivatalosan utoljára 1992-ben játszott versenyjátszmát, amikor Borisz Szpasszkij ellen az emlékezetes 1972-es világbajnoki párosmérkőzésük 20. évfordulóján ismét mérkőzést játszottak egymással. Állítását Short azzal támasztotta alá, hogy anonim ellenfelének stílusa Fischer stílusával egyezett, valamint arra, hogy a sakkoldal chat-funkcióját használva több olyan kérdést is feltett, amelyre Fischeren kívül csak kevesen tudták volna a választ. Fischer cáfolta, hogy neki lenne regisztrációja az adott sakkoldalon.
2007. januárban az indiai DNA-nak adott interjújában azt állította, hogy Veszelin Topalov csalt a 2005-ben San Luisban rendezett sakkvilágbajnokságon. Élesen bírálta, és kétségbe vonta az akkor versenybírók alkalmasságát is, mivel nem álltak a helyzet magaslatán. Név szerint erős kifogásokkal élt Zurab Azmaiparasvili versenybíróval szemben, aki emiatt a FIDE Etikai Bizottságához fordult, amely kivizsgálta az ügyet, és Short kijelentéseit véleménynyilvánításnak, éles kritikának értékelte, emiatt nem ítélte el. Azonban az interjúban Azmaiparasvilire vonatkozó „bárgyú” kifejezés miatt Shortot figyelmeztetésben részesítette.
2015-ben azt nyilatkozta, hogy „a nőknek nincs agyuk a sakkozáshoz”. Nyilatkozata világszerte nagy felháborodást váltott ki, különösen annak fényében, hogy Short eredménye a legeredményesebb női sakkozóval, Polgár Judittal szemben negatív. Polgár Judit nyolc alkalommal győzött ellene normál körülmények között vívott versenyjátszmában, és csak három alkalommal vesztett, öt döntetlen mellett. Short kijelentését többen szexistának nevezték, és elítélték. Short megnyilvánulására Polgár Judit is reagált: „- A férfiak és nők valóban különbözőek, de a nők eltérő megközelítésekkel és küzdelemmel is elérhetnek ugyanolyan eredményeket, mint a férfiak” – írta Facebook-oldalára.
Kiemelte, reméli, hogy az ő példája nem csupán a kivételt erősítő szabály lesz, s a nők egyre jobb eredményeket érnek majd el a sportágban. Short végül próbálta elhárítani a kritikákat, és közölte, hogy „soha nem állította, hogy a nőknek silányabb az agyuk. Azt írta, a férfiaknak és a nőknek eltérő agyuk van, ez biológiai tény.”

### Megjelent művei
- Short, Nigel. Nigel Short's Chess Skills. Hamlyn (1989). ISBN 978-0-600-55743-2

## Fontosabb díjai, kitüntetései
- 1999: A Brit Birodalom Rendje tag (Order of the British Empire – member (MBE))[41][42]

## Emlékezetes játszmái
|    | |    |    |    |    |    |    |
|    | \| \| \| \| \| \| \| \| \| \| \| \| \| \| \| \| \| \| \| \| \| \| \| \| \| \| \| \| \| \| \| \| \| \| \| \| \| \| \| \| \| \| \| \| \| \| \| \| \| \| \| \| \| \| \| \| \| \| \| \| \| \| \| \| \| \| \| \| \| \| \| \| |    |    |    |    |    |    |
|    | |    |    |    |    |    |    |
| a8 | b8 | c8 | d8 | e8 | f8 | g8 | h8 |
| a7 | b7 | c7 | d7 | e7 | f7 | g7 | h7 |
| a6 | b6 | c6 | d6 | e6 | f6 | g6 | h6 |
| a5 | b5 | c5 | d5 | e5 | f5 | g5 | h5 |
| a4 | b4 | c4 | d4 | e4 | f4 | g4 | h4 |
| a3 | b3 | c3 | d3 | e3 | f3 | g3 | h3 |
| a2 | b2 | c2 | d2 | e2 | f2 | g2 | h2 |
| a1 | b1 | c1 | d1 | e1 | f1 | g1 | h1 |

| a8 | b8 | c8 | d8 | e8 | f8 | g8 | h8 |
| a7 | b7 | c7 | d7 | e7 | f7 | g7 | h7 |
| a6 | b6 | c6 | d6 | e6 | f6 | g6 | h6 |
| a5 | b5 | c5 | d5 | e5 | f5 | g5 | h5 |
| a4 | b4 | c4 | d4 | e4 | f4 | g4 | h4 |
| a3 | b3 | c3 | d3 | e3 | f3 | g3 | h3 |
| a2 | b2 | c2 | d2 | e2 | f2 | g2 | h2 |
| a1 | b1 | c1 | d1 | e1 | f1 | g1 | h1 |

Nigel Short vs Jan Timman, Tilburg, 1991 Aljechin-védelem, Alburt-változat (ECO B04)
1.e4 Hf6 2.e5 Hd5 3.d4 d6 4.Hf3 g6 5.Fc4 Hb6 6.Fb3 Fg7 7.Ve2 Hc6 8.O-O O-O 9.h3 a5 10.a4 dxe5 11.dxe5 Hd4 12.Hxd4 Vxd4 13.Be1 e6 14.Hd2 Hd5 15.Hf3 Vc5 16.Ve4 Vb4 17.Fc4 Hb6 18.b3 Hxc4 19.bxc4 Be8 20.Bd1 Vc5 21.Vh4 b6 22.Fe3 Vc6 23.Fh6 Fh8 24.Bd8 Fb7 25.Bad1 Fg7 26.B8d7 Bf8 27.Fxg7 Kxg7 28.B1d4 Bae8 29.Vf6+ Kg8 30.h4 h5 31.Kh2 Bc8 (Hiba, jobb volt 31. – Fc8) (diagram) 32.Kg3 Bce8 33.Kf4 Fc8 34.Kg5 1-0
Nigel Short vs Richard Miles, London, 1976 Pirc-védelem, Holmov-rendszer (ECO B07)
1.e4 d6 2.d4 Hf6 3.Hc3 g6 4.Fc4 Fg7 5.Ve2 Hc6 6.e5 Hxd4 7.exf6 Hxe2 8.fxg7 Bg8 9.Hgxe2 Bxg7 10.Fh6 Bg8 11.O-O-O e6 12.h4 Fd7 13.He4 f6 14.Hf4 Kf7 15.Bhe1 Be8 16.g4 a5 17.a3 b5 18.Fa2 Be7 19.g5 f5 20.Hf6 Fc8 21.Hxh7 c5 22.h5 gxh5 23.g6+ Kg8 24.Hf6+ Kh8 25.Hxe6 1-0
Nigel Short vs Boris Gelfand, 1991 Spanyol megnyitás, berlini fal védelem (ECO C67)
1.e4 e5 2.Hf3 Hc6 3.Fb5 Hf6 4.O-O Hxe4 5.d4 Hd6 6.Fxc6 dxc6 7.dxe5 Hf5 8.Vxd8+ Kxd8 9.Bd1+ Ke8 10.Hc3 Fe6 11.h3 Fb4 12.Fd2 a5 13.He2 Fc5 14.Hf4 Fd5 15.He1 Fb6 16.g4 He7 17.Fc3 Fe6 18.Hh5 Bg8 19.Hd3 Hd5 20.Fd2 c5 21.Hdf4 Hb4 22.c3 Hc6 23.Be1 a4 24.Be4 c4 25.a3 Bd8 26.Hxe6 fxe6 27.Fg5 Bd7 28.Bae1 Ha5 29.B1e2 Bf8 30.Kg2 h6 31.Hxg7+ Bxg7 32.Fxh6 Bgf7 33.Fxf8 Kxf8 34.h4 Fc5 35.Kg3 Bd7 36.h5 Bd3+ 37.f3 Bd1 38.Bf4+ Kg8 39.Bf6 Hb3 40.Bxe6 Hc1 41.Be4 Hd3 42.Kh4 Hxb2 43.Kg5 Bd8 44.Bg6+ Kh8 45.Bf6 Fxa3 46.Bf7 Hd1 47.Bd4 Bxd4 48.cxd4 He3 49.Bd7 Hg2 50.e6 c3 51.Bxc7 b5 52.Bxc3 Fe7+ 53.Kg6 Hf4+ 54.Kf7 Hd5 55.Bc8+ Kh7 56.Ba8 a3 57.f4 Hb6 58.Be8 Hc4 59.Kxe7 b4 60.g5 Kg7 61.f5 1-0
Nigel Short vs Garry Kasparov, világbajnoki mérkőzés, 1993 Szicíliai védelem, Najdorf-változat (ECO B90)
1.e4 c5 2.Hf3 d6 3.d4 cxd4 4.Hxd4 Hf6 5.Hc3 a6 6.Fc4 e6 7.Fb3 Hbd7 8.f4 Hc5 9.e5 dxe5 10.fxe5 Hfd7 11.Ff4 b5 12.Vg4 h5 13.Vg3 h4 14.Vg4 g5 15.O-O-O Ve7 16.Hc6 Hxb3+ 17.axb3 Vc5 18.He4 Vxc6 19.Fxg5 Fb7 20.Bd6 Fxd6 21.Hxd6+ Kf8 22.Bf1 Hxe5 23.Vxe6 Vd5 24.Bxf7+ Hxf7 25.Fe7+ Kg7 26.Vf6+ Kh7 27.Hxf7 Vh5 28.Hg5+ Kg8 29.Ve6+ Kg7 30.Vf6+ Kg8 31.Ve6+ Kg7 32.Ff6+ Kh6 33.Hf7+ Kh7 34.Hg5+ Kh6 35.Fxh8+ Vg6 36.Hf7+ Kh7 37.Ve7 Vxg2 38.Fe5 Vf1+ 39.Kd2 Vf2+ 40.Kd3 Vf3+ 41.Kd2 Vf2+ 1/2-1/2